# Union Station (Indianapolis)
Pour les articles homonymes, voir Union Station.
Union Station à Indianapolis dans l'état de l'Indiana est un important hub ferroviaire desservant de nombreux grands centres urbains aux États-Unis.

## Histoire
Elle est mise en service en 1979.

## Service des voyageurs

### Desserte
- Lignes d'Amtrak[1] :
  - Le Cardinal: Chicago - New York
  - Le Hoosier State: Chicago - Indianapolis